# Henderson (Míchigan)
Henderson es un lugar designado por el censo ubicado en el condado de Shiawassee en el estado estadounidense de Míchigan. En el Censo de 2010 tenía una población de 399 habitantes y una densidad poblacional de 42,02 personas por km².

## Geografía
Henderson se encuentra ubicado en las coordenadas 43°5′16″N 84°11′30″O / 43.08778, -84.19167. Según la Oficina del Censo de los Estados Unidos, Henderson tiene una superficie total de 9.49 km², de la cual 9.32 km² corresponden a tierra firme y (1.8%) 0.17 km² es agua.

## Demografía
Según el censo de 2010, había 399 personas residiendo en Henderson. La densidad de población era de 42,02 hab./km². De los 399 habitantes, Henderson estaba compuesto por el 98.25% blancos, el 0.25% eran afroamericanos, el 0.25% eran amerindios, el 0.5% eran asiáticos, el 0.25% eran isleños del Pacífico, el 0% eran de otras razas y el 0.5% pertenecían a dos o más razas. Del total de la población el 0.5% eran hispanos o latinos de cualquier raza.